# Спасский (приток Мегры)
Спасский — река в России, протекает по территории Анхимовского и Оштинского сельских поселений Вытегорского района Вологодской области. Длина реки — 18 км, площадь водосборного бассейна — 75,0 км².

## Физико-географическая характеристика
Река берёт начало из Надречозера на высоте 212,0 м над уровнем моря и далее течёт преимущественно в западном направлении по частично заболоченной местности.
Река в общей сложности имеет пять малых притоков суммарной длиной 19 км.
Устье реки находится на высоте ниже 83 м над уровнем моря в 41 км по левому правому реки Мегры, впадающей в Онежское озеро.
Населённые пункты на реке отсутствуют.
Код объекта в государственном водном реестре — 01040100612202000017809.